# Wings of War

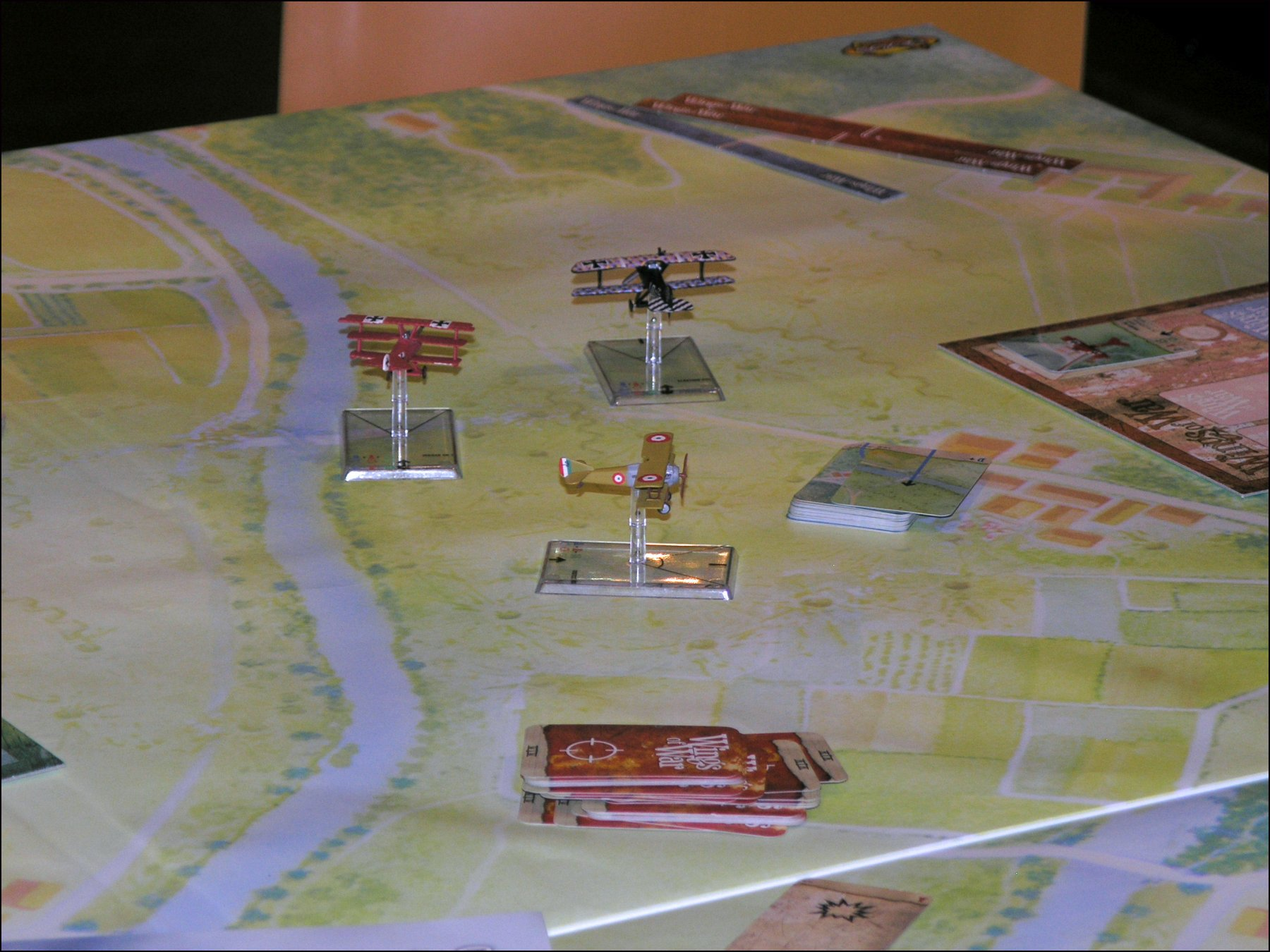
Wings of War

Wings of War est une série de wargames qui allie jeu de carte et jeu de société afin de recréer les combats aériens du XXe siècle. Andrea Angiolino et Pier Giorgio Paglia en sont les créateurs, et les artistes Vincenzo Auletta et Dario Cali en sont les illustrateurs. La conception graphique est réalisée par Fabio Maiorana.
À noter que parmi les sources d'inspiration pour ce jeu, on trouve le jeu de plateau « Les Ailes de la Gloire » d'Oriflam pour la version française (Blue Max (board game) (en) par Game Designers Workshop en 1983), et « Vous êtes l'As des As » de Gallimard en VF (Ace of Aces (picture book game) (en) par Nova Games en 1980).
Le jeu existe en deux séries qui ne sont pas compatibles entre elles, le système de jeu étant sensiblement différent. La première série des boîtes Wings of War est centrée sur la période des « chevaliers des airs », la Première Guerre mondiale. La seconde série prend place durant la Seconde Guerre mondiale.
Chaque série se décline en deux versions, le jeu avec cartes, et le jeu avec figurines.
À l'origine le jeu était édité par Nexus Editrice, qui en était le distributeur direct en Italie, d’autres éditeurs étant responsables des traductions dans les autres pays : Edge Entertainment pour la France et l'Espagne, Fantasy Flight Games pour le Royaume-Uni et États-Unis, ainsi que d’autres aux Pays-Bas, en Allemagne, Grèce, Pologne, Russie, etc.
Le jeu a depuis été repris par Ares Games sous le nom de Wings of Glory, et se concentre exclusivement sur le jeu avec figurines.

## Description du mécanisme de jeu
Le jeu se déroule sur n'importe quelle surface plane (table, tapis, moquette…) dont la taille est définie par le scénario choisi. Chaque avion est représenté sur une carte en vue du dessus et dispose d’un paquet de cartes de manœuvres qui lui est propre. Chaque carte de manœuvre porte une flèche qui représente une manœuvre particulière (glissade à droite ou à gauche, décrochage, piqué, etc.). Chaque joueur contrôlant un avion planifie son tour de jeu en choisissant une séquence de 3 cartes de manœuvres, et les place face cachée face à lui. Ensuite tous les joueurs révèlent leur première carte de manœuvre en même temps. Les mouvements sont donc exécutés simultanément. Pour ce faire, le joueur place sa carte de manœuvre devant sa carte d’avion en alignant la grande flèche de manœuvre sur une petite marque à l’avant de l’avion, puis il prend la carte avion et la place à l’autre bout de la flèche de manœuvre en faisant correspondre la pointe de la flèche et une autre petite marque située à l’arrière de l’avion. De cette façon les avions se déplacent sur la surface de jeu.
Sur chaque carte d’avion figure un arc de cercle représentant sa ligne de tir. Si un adversaire est dans cet arc de tir et à portée, ce qu’on vérifie avec une réglette fournie, il peut faire feu sur sa cible. En fonction de la puissance de feu de son avion, le joueur tire au hasard une carte dans le paquet correspondant aux dégâts qu’il inflige. Il existe des règles optionnelles pour les dégâts spéciaux (enrayage, flammes, fumée). Une carte dégât est tirée pour un tir normal, et Deux pour un tir à courte portée (soit une demi-réglette).
Chaque avion dispose donc de son propre paquet de cartes de manœuvres, et de dégâts, en fonction de ses caractéristiques historiques réelles.

## Boites de bases et «booster»
Chaque boite de « Wings of War » est un jeu complet qui peut être combiné avec d’autres boîtes ou extensions de la même période afin d’étendre les possibilités de jeu et les scénarios. Des boosters (des paquets de cartes vendus à part) permettent d’acquérir de nouveaux avions et de nouveaux decks de manœuvre.
Série Première Guerre mondiale
La première boite sortie en 2004, « Wings of War - Famous Aces », comprend des avions tels que le SPAD S.XIII, l’Albatros D.Va, le Sopwith Camel, le Fokker Dr.I, le Sopwith Triplane dont les pilotes furent les célèbres As René Fonck, Georges Guynemer, Francesco Baracca, Manfred von Richtofen (le « Baron Rouge ») ou encore Eddie Rickenbacker.
En 2005, la deuxième boite, « Wings of War – Watch your back », présente de nouveaux chasseurs comme le Nieuport 11, l'Hanriot HD.1, ou le Siemens-Schuckert D.I (en) et introduit des biplaces pour les missions de reconnaissance et de bombardement, comme le De Havilland DH.4, ou l'Ufag C.1.
La même année fut édité « Wings of War – Burning Drachens » qui ajoutait le Nieuport 17, le Pfalz D.III, ou l'Albatros D.III, et des ballons d'observations comme le Parseval-Sigsfeld et le Caquot. On trouve aussi dans cette boite tout le matériel pour plusieurs règles optionnelles telles que l’altitude, les défenses au sol, le mitraillage des tranchées, et des règles en solitaires ou pour permettre de jouer en multijoueur.
En 2010 est sortie la dernière boite pour le jeu de cartes, « Flight of the Giants », dédiée aux bombardiers lourds comme le Zeppelin Staaken R.VI, le Caproni Ca.3 ou encore le Gotha G.V. Par contre cette boite n'est pas jouable seule est constitue une extension à toutes les précédentes.
Parallèlement à ces boites de jeu complètes furent édités des boosters qui ajoutaient de nouveaux avions et paquets de manœuvres. Ces boosters sont « Recon Patrol », « Top Fighters », « Hit and Run », « Immelmann », « Crossfire » et « Dogfight ». Parmi les nouveaux avions on peut découvrir le Bristol F.2B Fighter, le RAF S.E.5a, le SPAD S.VII, le Fokker E.III, le Morane-Saulnier Type N, le Breguet BR. 14 B2, le Fokker D.VII…
En 2012, Ares Games reprit la licence de ce jeu, et annonça que le jeu allait se recentrer sur sa version avec figurines.
L'ensemble de la gamme représente pas moins de 230 appareils et ballons de toutes nationalités.
Série Seconde Guerre mondiale
« Wings of War – Dawn of War » (juin 2007) commence la série dédiée à la Seconde Guerre mondiale avec de nombreux chasseurs de début de conflit (Hawker Hurricane, Spitfire, Bf-109), et des avions spécialisés dans la reconnaissance et l’attaque au sol issus des années 1939-1942.
« Wings of War - Fire in the Sky » (juillet 2009) est le second volet dédié à la Seconde Guerre mondiale. Cette nouvelle boite est un jeu complet proposant de nouveaux appareils tels que le Stuka, le Dauntless, le Curtiss P-40 Tomahawk ou le Val et de nouvelles possibilités de missions d'attaque ainsi que le bombardement en piqué.
Une troisième boîte « Wings of War - Rain of Destruction » était prévue en 2011, mais elle n'est jamais sortie à cause du changement d'éditeur. Elle devait être dédiée entre autres aux bombardiers bimoteurs, et présentaient de nombreux appareils : Messerschmitt Bf 110, Bristol Beaufighter, Kawasaki Ki-45, Petliakov Pe-2, Dornier Do 17, Heinkel He 111, Fiat BR.20 Cicogna et North American B-25 Mitchell.
Il existe aussi des boosters permettant d'avoir de nouveaux types d'appareils. À la différence de ceux dédiés à la première guerre, ces boosters se concentrent sur un simple type de deck de manœuvres en 3 exemplaires et proposent plusieurs avions pour voler avec. Ces boosters sont centrés :
- sur la bataille d'Angleterre : « Flying Legend » ; avec différents modèles de Spitfire.
- sur les as du Reich : « Eagles of the Reich » ; avec différents modèles de Messerschmitt Bf 109 E.
- sur la guerre d'Espagne : « Revolution in the Sky » ; avec différents modèles de Ishak Polikarpov I-16.
- sur les derniers biplans : « The Last Biplanes » ; avec différents modèles de Gloster Gladiator et de Fiat Cr.42.

## Jeu de figurines
Pour ajouter le plaisir visuel au plaisir du jeu, il existe toute une gamme de figurines d'avions pré-peintes pour les deux séries consacrées à la première et à la seconde guerre mondiale.
Les règles restent sensiblement les mêmes qu'avec le jeu de cartes, puisque les figurines sont disposées sur un socle au format d'une carte reprenant le même principe d'arc de tir, etc.

### SériePremière Guerre mondiale
Ainsi depuis le printemps 2007, des avions miniatures assemblés et pré-peint à l’échelle 1/144 sont disponibles pour la série sur la 1re Guerre mondiale.
Une première boite présentant la version avec figurines de « Wings of War » a vu le jour sous le nom de « Deluxe Set » et comprend quatre avions en modèle réduit pour simuler de manière plus visuelle les affrontements, et les règles.
Tandis qu'une seconde, « Balloon Busters », comprend des figurines de ballons Caquot et de Nieuport 16 équipés de fusées incendiaires Le Prieur, avec de nouvelles règles complémentaires.
Par ailleurs, quatre séries de figurines sous la marque « Wings of War » sont sorties depuis 2007. Il s'agit de boites individuelles contenant un avion, son socle, ses piquets d'altitude, et son deck de manœuvre :
- La série I (2007) comprend le SPAD S.XIII, le Sopwith Camel, l'Albatros D.Va et le Fokker Dr.I, déclinés en trois versions différentes.
- La série II (2008) comprend le Fokker D.VII, le Sopwith Snipe, le LFG Roland C.II et l'Airco DH.4, déclinés en trois versions différentes.
- La série III (2009) comprend les Nieuport 17 et 23, l'Albatros D.III, l'UFAG C.I et le RAF R.E.8, déclinés en trois versions différentes.
- La série IV (2009), comprend le Breguet BR. 14 B2, le RAF S.E.5a, le Pfalz D.III, et le Rumpler C.IV, déclinés en trois versions différentes.

À la suite de la reprise de la licence, et de son changement de nom pour « Wings of Glory », le jeu changea sa présentation, et les règles furent légèrement modifiées pour plus de simplicité et unifiées, tout en restant compatibles avec l'ancienne gamme.
« Wings of Glory WW1 » est ainsi constitué de deux « Duel Pack » contenant deux avions avec une règle simplifiée, et d'un « Pack de Règles et Accessoires » contenant toutes les règles unifiées complètes, et tous les accessoires (sans avions). Des séries de figurines individuelles ont aussi été édités.
- Le « Duel Pack »(2012) existe en deux versions : l'une contient le Fokker Dr.I de Manfred von Richtofen et le Sopwith Camel d'Arthur Roy Brown, l'autre contient l'Albatros D.Va de Paul Bäumer et le SPAD S.XIII de Frank Luke.
- Le « Special Pack 1 » (2012), est dédié aux bombardiers. Il comprend le Caproni Ca.3 et le Gotha G.V, déclinés en deux versions différentes.
- L'« Airplane Pack 1 »(2013), correspond à la série V en continuation de l'ancienne gamme, comprend le Fokker E.III, l'Halberstadt D.III, le Morane-Saulnier Type N, et l'Airco DH.2, déclinés en trois versions différentes.
- L'« Airplane Pack 2 »(2013), correspond à la série VI en continuation de l'ancienne gamme, comprend l'Hanriot HD.1, l'Aviatik D.I, le Sopwith Triplane, et le Siemens-Schuckert D.III, déclinés en trois versions différentes.

L'« Airplane Pack 3 » est annoncé pour le début de l'année 2014. Il comprendra le SPAD S.VII, et l'Albatros D.II ainsi que des biplaces, le Bristol F.2b et l'Halberstadt CL.II. Comme toujours ces miniatures seront déclinés en trois versions différentes.

### Série Deuxième Guerre Mondiale
Les miniatures de la série sur la 2e Guerre mondiale sont sorties début 2009 à une échelle proche du 1/200 (pour coller à la représentation des avions sur les cartes du jeu).
Une première boite présentant la version avec figurines se nomme « Wings of War - WW2 Deluxe Set » et comprend quatre avions en modèle réduit pour simuler de manière plus visuelle les affrontements, et les règles.
Il y eut aussi des boîtes individuelles contenant un avion, son socle, ses piquets d'altitude, et son deck de manœuvre :
- La série I (juillet 2009) comprend le Grumman F4F, le Messerschmitt BF-109e, le Mitsubishi A6M2 « Zero », et le Spitfire Mk.I/II, déclinés en trois versions.
- La série II (2010) comprend le Aichi D3A1 Val, le Dewoitine D.520, le Hawker Hurricane Mk I, et le Junkers Ju 87b-2 Stuka, déclinés en trois versions.

Comme pour la version de la 1re guerre, à la suite de la reprise de la licence, et son changement de nom pour « Wings of Glory », le jeu changea sa présentation, et les règles furent légèrement modifiées pour plus de simplicité et unifiées, tout en restant compatibles avec l'ancienne gamme.
« Wings of Glory WW2 » est donc constitué d'une boîte « Wings of Glory - WW2 Starter Set » contenant quatre avions et tout le matériel de jeu utile, et d'un « Pack de Règles et Accessoires » contenant toutes les règles unifiées complètes, et tous les accessoires (sans avions). Des séries de figurines individuelles viennent compléter ces boites.
- Le « WW2 Starter Set »(2012) contient le P-40 américain, le Yak-1 russe, le Ki-61 japonais et le Re-2001 Falco italien.
- Le « WW2 Special Pack 1 » (2012), est dédié aux bombardiers. Il comprend le B-25B Mitchell et le Heinkel He.111, déclinés en deux versions différentes.
- Le « WW2 Airplane Pack 1 »(2012), correspond à la série III en continuation de l'ancienne gamme, comprend le Curtiss P-40E Warhawk, le Yakovlev Yak-1, le Kawasaki Ki-61 Hien, et le Reggiane Re.2001 Falco II, déclinés en deux versions différentes.
- Le « WW2 Airplane Pack 2 »(2012), correspond à la série IV en continuation de l'ancienne gamme, comprend le Gloster Gladiator, le Fiat CR.42 Falco, le Bristol Beaufighter, et le Messerschmitt Bf 110, déclinés en trois versions différentes.
- Le « WW2 Airplane Pack 3 »(2013), correspond à la série V en continuation de l'ancienne gamme, comprend le Focke-Wulf Fw 190, le Supermarine Spitfire Mk.IX, le North American P-51 Mustang, et le Nakajima Ki-84 Hayate, déclinés en trois versions différentes.
- Le "WW2 Special Pack" (2014) est dédié aux bombardiers britanniques et américains. Il comprend le Avro Lancaster B Mk.III et le B-17 déclinés en deux versions différentes
- Le "WW2 Airplane Pack 3" (2016), correspond à la série VI en continuation de l'ancienne gamme, comprend le Republic P–47D Thunderbolt, le Douglas SBD–5 Dauntless, le Messerschmitt Bf.109 K–4 et le Yokosuka D4Y1
- Le "WW2 Battle of Britain starter set " (2017) contenant quatre avions  et tout le matériel de jeu utile, et d'un « Pack de Règles et Accessoires » contenant toutes les règles unifiées complètes, et tous les accessoires (sans avions). Il est traduit en français par Asyncron games
- Le "WW2 squadron pack" (2017 ) comprend quatre avions, le Messerschmitt Bf. 109 E–3, le Junkers Ju 87, le  Hawker Hurricane Mk.I et le Supermarine Spitfire Mk.I. Ils sont vendus avec des décalcomanies pour pouvoir personnaliser les avions et en aligner plusieurs différents.
- Le "WW2 Special pack" (2020) est dédié aux bombardiers allemands. Il comprend le Dornier Do.17 et  le Junker Ju.88 déclinés en deux versions différentes

## Accessoires
Pour accompagner le jeu, une gamme d'accessoires vit le jour.
- 2 tapis de jeu « Wings of War », un tapis « ouest » et un tapis « est », s'assemblant pour former un paysage ayant servi de fond des cartes des avions de la série Première guerre Mondiale.
- un set de cartes promotionnelles « Wings of glory » représentant certains As historiques de la Première guerre Mondiale, illustrant les capacités prévues dans des règles optionnelles.
- des piquets d'altitudes en sac de 100 pour les avions.
- des piquets d'altitudes en sac de 24 pour les gros avions et les ballons.
- 3 tapis de jeu « Wings of Glory », un tapis « campagne », un tapis « ville » et un tapis « côtier », s'assemblant pour former un large paysage.

À noter que l'échelle utilisée pour les tapis « Wings of Glory » n'est pas la même que pour les tapis « Wings of War » et que ces tapis ne sont donc pas compatibles. Par ailleurs, compte tenu des échelles utilisées pour les avions, les tapis « Wings of War » semblent plus destinés à la série 1re guerre, tandis que les tapis « Wings of Glory » semblent plus destinés à la série 2e guerre.